# Bernard Grofman
Bernard Norman Grofman (* 2. Dezember 1944 in Houston) ist ein US-amerikanischer Politologe. Seit 1976 lehrt er an der University of California, Irvine.

## Werdegang
Grofman studierte Mathematik an der University of Chicago, wo er 1966 einen Bachelorabschluss erwarb; das darauf folgende Masterstudium in Politikwissenschaft schloss er 1968 ab. Im Anschluss nahm er in Chicago ein Promotionsstudium in Politikwissenschaft auf und arbeitete daneben als Dozent an der Stony Brook University in New York. Mit seiner spieltheoretischen Dissertationsschrift Rationality and Choice in the Context of Noncooperative Games wurde er 1972 promoviert.
Ab 1971 war er Assistant Professor für Politikwissenschaft an der Stony Brook University und dort 1975 für ein Semester auch Adjunkt für angewandte Mathematik. Längere Gastaufenthalte führten ihn zudem 1973 an die Universität Mannheim sowie 1975 bis 1976 an die University of California, Irvine (UCI). An letztere wechselte Grofman anschließend 1976 und erhielt dort eine Stelle als Associate Professor für Politikwissenschaft und Sozialpsychologie, ehe er dort 1980 auf eine volle Professur berufen wurde. Seit 2001 hält er an der UCI zudem eine Professur am Fachbereich für Wirtschaftswissenschaften.
Von 1985 bis 1986 war er Fellow am Center for Advanced Study in the Behavioral Sciences der Stanford University. Längere Aufenthalte als Gastwissenschaftler führten ihn zudem an die Brookings Institution (1984), die University of Washington (1985), die University of Michigan (1989) sowie wiederholt an die Law School der New York University (2006 und 2010) und die Universität Panthéon-Assas in Paris (2007, 2008 und 2009). Kürzere Aufenthalte verbrachte er unter anderem an der Kansai-Universität (1990), der Universität Bologna (2001), am Wissenschaftszentrum Berlin (2002), der Universität Pompeu Fabra in Barcelona (2003) und am Nuffield College der Universität Oxford (2008).
In wissenschaftlichen Vereinigungen war er darüber hinaus von 1991 bis 1993 Vorsitzender der Sektion Repräsentation und Wahlsysteme in der American Political Science Association sowie von 2000 bis 2002 Vorsitzender der Public Choice Society.
Seit 2001 ist Grofman Mitglied der American Academy of Arts and Sciences. 2010 verlieh ihm die Universität Kopenhagen eine Ehrendoktorwürde in Politikwissenschaft.

## Forschung und Rezeption
In seiner Forschung beschäftigte sich Grofman mit einem breiten Spektrum miteinander verbundener Themen, die sich als unterschiedliche Prozesse kollektiven Entscheidens zusammenfassen lassen, hauptsächlich vor dem theoretischen und methodischen Hintergrund der neuen politischen Ökonomie und Sozialwahltheorie, sowie mit mathematischen Modellen. Am bekanntesten sind seine Arbeiten über die politischen Auswirkungen von Wahlsystemen und das Wahlrecht für Minderheitengruppen, in denen er grundlegende Beiträge leistete. Seine beiden mit Arend Lijphart herausgegebenen Bücher über Wahlsysteme zählen zu den Standardwerken zu diesem Thema; seine Arbeiten zum Wahlrecht von Minderheiten fanden unter anderem regelmäßig Eingang in Gerichtsentscheidungen des Obersten Gerichtshofs der Vereinigten Staaten und anderer Gerichte. Ein weiterer Forschungsschwerpunkt beschäftigt sich mit den Auswirkungen von Neueinteilungen von Wahlkreisen (Gerrymandering). Zudem entwickelte er unter anderem Modelle der Informationsverarbeitung und von Entscheidungsheuristiken von Individuen und auf Gruppenebene und beschäftigte sich mit Modellen des Parteienwettbewerbs.
Darüber hinaus veröffentlichte Grofman einige Artikel unter dem Pseudonym A Wuffle oder Uncle Wuffle, unter anderem The Pure Theory of Elevators (Mathematics Magazine, 1982), Should You Brush Your Teeth on November 6, 1984? (PS: Political Science and Politics, 1984), A Wuffle’s Advice to the Expert Witness in Court (PS, 1984) oder Uncle Wuffle’s Advice on Job Talks (PS, 2006).
Insgesamt ist Grofman als Co-Autor bisher an fünf Monographien beteiligt, Mitherausgeber von mehr als 20 Sammelwerken sowie Mitverfasser von über 300 Artikeln in wissenschaftlichen Zeitschriften und Buchkapiteln. Laut Google Scholar wurden Grofmans Veröffentlichungen bislang über 23.000 Mal in anderen wissenschaftlichen Arbeiten zitiert, bei einem h-Index von 77 (Stand: August 2023).
Über seine wissenschaftlichen Aktivitäten hinaus fungierte Grofman aufgrund seiner Forschungsschwerpunkte zudem seit den 1980er Jahren in den Vereinigten Staaten oftmals als Berater oder Sachverständiger in Gerichtsverfahren über Wahlrechtsänderungen oder Wahlkreis-Neuzuschnitte und war als Berater unter anderem auch für das Justizministerium der Vereinigten Staaten sowie für beide politischen Parteien tätig.

## Werke (Auswahl)
Als Autor:
- Mit Lisa Handley und Richard Niemi: Minority Representation and the Quest for Voting Equality. Cambridge University Press, 1992.
- Mit Samuel Merrill: A Unified Theory of Voting: Directional and Proximity Spatial Models. Cambridge University Press, 1999.
- Mit James Adams und Samuel Merrill: A Unified Theory of Party Competition: A Cross-National Analysis Integrating Spatial and Behavioral Factors. Cambridge University Press, 2005.
- Mit Michael Regenwetter, A.A.J. Marley und Ilia Tsetlin: Behavioral Social Choice: Probabilistic Models, Statistical Inference, and Applications. Cambridge University Press, 2006.
- Mit Steven L. Taylor, Matthew S. Shugart und Arend Lijphart: A Different Democracy: American Government in a 31-Country Perspective. Yale University Press, 2014.

Als Herausgeber (Auswahl):
- Mit Arend Lijphart: Choosing an Electoral System: Issues and Alternatives. Praeger, 1984.
- Mit Arend Lijphart: Electoral Laws and Their Political Consequences. Agathon Press, 1986.
- Mit Chandler Davidson: Quiet Revolution in the South: The Impact of the Voting Rights Act, 1965–1990. Princeton University Press, 1994.
- Mit Sung-Chull Lee, Edwin Winckler und Brian Woodall: Elections in Japan, Korea and Taiwan under the Single Non-Transferable Vote: The Comparative Study of an Embedded Institution. University of Michigan Press, 1999.
- Mit Shaun Bowler: Elections in Australia, Ireland and Malta under the Single Transferable Vote. University of Michigan Press, 2000.
- Mit Lisa Handley: Redistricting in Comparative Perspective. Oxford University Press, 2008.
- Mit Roger D. Congleton und Stefan Voigt: The Oxford Handbook of Public Choice. Oxford University Press, 2019 (Zwei Bände).